# Pompe
Pompe je priimek več znanih Slovencev:
- Andrej Pompe (*1952), podjetnik, komunikolog, strokovnjak za znamčenje, kreativec, predavatelj; glasbenik (Panda)
- Gorazd Pompe, mojster predvajanja radijakih programov
- Gregor Pompe (*1974), muzikolog, skladatelj in glasbeni kritik
- Janko Pompe (1902 - 1989), zdravnik otorinoralingolog, prof. MF
- Jure Pompe, podjetnik
- Luka Pompe, inovator (GOAP)
- Manca Tekavčič Pompe, pediatrična oftalmologinja
- Marja Pompe, ginekologinja
- Maruša Pompe Novak, vinarska/vinogradniška strokovnjakinja in šolnica
- Matevž Pompe (*1969), kemik (materiali...)
- Matjaž Pompe, gledališčnik...?
- Urška Pompe (*1969), skladateljica in pedagoginja
- Uršula Berlot Pompe (*1973), slikarka, vizualna umetnica in teoretičarka
- Vera Pompe Kirn (*1943), zdravnica epidemiologinja, prof. MF